# Rubén Pérez (piłkarz)
Rubén Salvador Pérez del Mármol (ur. 26 kwietnia 1989 w Écija) – hiszpański piłkarz grający na pozycji środkowego pomocnika w Panathinaikos AO.

## Kariera
W wieku 13 lat dołączył do akademii Atlético Madryt. 15 maja 2010 zadebiutował w barwach Rojiblancos, w przegranym 3-0 spotkaniu z Getafe CF.
25 lipca 2010 został wypożyczony na dwa sezony do Deportivo La Coruña w ramach transferu Filipe Luisa. 12 września 2010 roku zadebiutował w zremisowanym 0-0 meczu z Sevillą.
W sierpniu 2011 roku po spadku Deportivo z La Liga, powrócił do Atletico i ponownie został wypożyczony, tym razem do Getafe CF.
W lipcu 2012 roku został wypożyczony do Realu Betis

## Osiągnięcia
- Mistrzostwa Europy U-21 w piłce nożnej: 2011